# Atletica leggera ai Giochi della XXIII Olimpiade - Salto in alto maschile

Video della Finale

Il salto in alto ha fatto parte del programma maschile di atletica leggera ai Giochi della XXIII Olimpiade. La competizione si è svolta nei giorni 10-11 agosto 1984 al «Memorial Coliseum» di Los Angeles.

## Assenti a causa del boicottaggio
Nota: le prestazioni, ove non indicato, si riferiscono all'anno olimpico.
| Campione olimpico 1980     | 2,36 | 1980      | Gerd Wessing      |
| Campione mondiale 1983     | 2,32 | 1983      | Gennadi Avdeyenko |
| Secondo salto al mondo     | 2,36 | 5 maggio  | Sergei Zasimovich |
| Secondo migliore sovietico | 2,34 | 24 giugno | Valeri Sereda     |

## La gara
L'attesa è tutta per il cinese Zhu Jianhua, che in maggio si è nuovamente impossessato a sorpresa del record mondiale con 2,39. Nulla si sa di lui, dato che i due record precedenti (1983) erano stati realizzati in Cina, paese ancora misterioso e lontano, che ritorna sul proscenio internazionale dopo decenni di oblio. Gli contendono il titolo due tedeschi, Dietmar Mögenburg (campione europeo in carica) e Carlo Thränhardt. Entrambi avrebbero avute ottime possibilità già quattro anni prima a Mosca, ma furono fermati dal boicottaggio. Il pubblico di casa ripone le sue speranze su Dwight Stones.
Subito un colpo di scena: Thränhardt si blocca a 2,21 e viene eliminato. A 2,29 rimangono solo i migliori, tra essi anche il biondo diciannovenne Patrik Sjöberg, che stupisce per la sicurezza con cui affronta altezze che sono prossime ai suoi limiti. I 2,33 sono la misura che decide la gara. Stones e Zhu sbagliano mentre Sjöberg eguaglia il suo personale; anche Mögenburg non fallisce. Mentre l'americano si arrende, il cinese si riserva le altre due prove per 2,35. Rimangono in tre, ma solo il tedesco valica l'asticella (2,35 al primo tentativo), mentre lo svedesino e il cinese devono inchinarsi. Mögenburg è d'oro, Sjöberg (2,33) torna a casa con l'argento, mentre Zhu (2,31) si deve accontentare del bronzo.

## Risultati

### Turno eliminatorio
Qualificazione2,24 m
Sono esattamente 12 gli atleti che raggiungono la misura richiesta (caso raro).

### Finale
| Record mondiale | 2,39 | Zhu Jian Hua | Cina         | Eberstadt (FRG) | 10 giugno 1984 |
| Record olimpico | 2,36 | Gerd Wessing | Germania Est | Mosca (URSS)    | 1980           |

| Pos   | Atleta            | Paese          | 2,15 | 2,18 | 2,21 | 2,24 | 2,27 | 2,29 | 2,31 | 2,33 | 2,35 | Misura | Note |
| ----- | ----------------- | -------------- | ---- | ---- | ---- | ---- | ---- | ---- | ---- | ---- | ---- | ------ | ---- |
|       | Dietmar Mögenburg | Germania Ovest | O    | -    | O    | -    | O    | -    | O    | O    | O    | 2,35   |      |
|       | Patrik Sjöberg    | Svezia         |      |      | O    | -    | XO   | O    | XO   | XO   | XXX  | 2,33   |      |
|       | Zhu Jianhua       | Cina           | O    | -    | O    | -    | O    | -    | O    | X--  | XX   | 2,31   |      |
| 4     | Dwight Stones     | Stati Uniti    |      | O    | -    | O    | -    | X--  | O    | XXX  |      | 2,31   |      |
| 5     | Doug Nordquist    | Stati Uniti    |      | O    | -    | O    | O    | O    | XXX  |      |      | 2,29   |      |
| 6     | Milt Ottey        | Canada         | O    | -    | O    | XO   | XO   | O    | XXX  |      |      | 2,29   |      |
| 7     | Liu Yunpeng       | Cina           | O    | -    | O    | O    | XXO  | XO   | XXX  |      |      | 2,29   |      |
| 8     | Cai Shu           | Cina           | O    | -    | XO   | O    | XO   | X--  | XX   |      |      | 2,27   |      |
| 9     | erkki Niemi       | Finlandia      | O    | -    | XO   | XXO  | XXX  |      |      |      |      | 2,24   |      |
| 10    | Carlo Thränhardt  | Germania Ovest | XO   | -    | XX-  | Rit. |      |      |      |      |      | 2,15   |      |
| N. C. | Roland Dalhäuser  | Svizzera       |      |      | XXX  |      |      |      |      |      |      | N. M.  |      |
| N. C. | Milton Goode      | Stati Uniti    |      |      | XXX  |      |      |      |      |      |      | N. M.  |      |

Legenda: O = Salto valido; X = Salto nullo; – = Misura passata; RN = Record nazionale; RM = Record mondiale; RP = Record personale; Rit = Ritirato.